# NOPA
Der NOPA-Wert (englisch nitrogen by o-phthaldialdehyde) gibt den hefeverwertbaren Stickstoffgehalt im Most aus Traubenlesegut an. Er lässt auch Rückschlüsse auf die Stickstoffversorgung der Reben zu.
Bei niedrigen NOPA-Werten besteht das Risiko von Gärstockungen und des Entstehens von Fehltönen wie UTA und Böckser. Der hefeverwertbare Stickstoff beeinflusst zudem die Aromaausprägung. Anhand des Wertes lassen sich die Nährstoffversorgung und der Hefestamm frühzeitig auf den Most abstimmen.
Der NOPA-Wert lässt sich beispielsweise anhand einer FTIR-Analyse mit dem GrapeScan oder WineScan der Firma Foss ermitteln.